# 離散ウェーブレット変換
離散ウェーブレット変換（りさんウェーブレットへんかん、英: Discrete wavelet transform, DWT）は、数値解析や関数解析において、離散的にサンプリングされたウェーブレットを用いたウェーブレット変換のアルゴリズムである。本来は異なる物だが、多くのソフトウェアでは多重解像度解析の事を離散ウェーブレット変換と呼んでいる。本項では本来の定義の方をふれ、多重解像度解析に関してはそちらの項目を参照。

## 概要
最初の離散ウェーブレット変換は、ハンガリーの数学者アルフレッド・ハールによって示された。ハールウェーブレットによる多重解像度解析は、{\displaystyle 2^{n}} の長さを持つ数列が入力されると、隣接した値の差分と和を求めるものである。この処理は再帰的に行われ、和の数列は次の処理の入力となる。最終的には、{\displaystyle 2^{n}-1} の差分値と一つの和の値を得る。
この単純な離散ウェーブレット変換は、ウェーブレットの一般的な特性を示している。多重解像度解析の計算量は{\displaystyle O(n)}である。また、この変換は、時間及び周波数の両方の特性をつかむことができる。これら2つの特徴は、高速フーリエ変換と比較した場合の多重解像度解析の大きな特徴である。
もっとも一般的な離散ウェーブレット変換は、ベルギーの数学者イングリッド・ドブシーによって1988年に証明された。この証明では、解像度が以前のスケールの2倍となっていく漸化式によって、もっとも密にサンプリングされたマザーウェーブレットを生成している。彼女の講義資料には、ドブシーウェーブレットと呼ばれるウェーブレットファミリーが提供されており、その中の最古のウェーブレットはハールウェーブレットである。このあと、これをベースとした多くのウェーブレットが開発された。
離散ウェーブレット変換の別の表現としては、定常ウェーブレット変換 （ダウンサンプリングが無い離散ウェーブレット変換）がある。また、関連した変換としては、ウェーブレットパケットや複素ウェーブレット変換がある。
離散ウェーブレット変換は、科学・工学・数学・計算機科学の分野で数多くの応用が存在する。
顕著な例としては、信号符号化やデータ圧縮などに用いられる。特に画像圧縮に対してはモスキートノイズが理論上ほとんど発生しないため、JPEG 2000のアルゴリズムにも採用されている。

## 本来の定義
本来の f(t) に対する離散ウェーブレット変換の定義は、連続ウェーブレット変換の解像度を2倍刻みにした、下記の形である。{\displaystyle \psi (t)} はウェーブレット関数。j と k は整数。
{\displaystyle d_{k}^{(j)}=2^{j}\int _{\mathbf {R} }f(t){\overline {\psi (2^{j}t-k)}}dt}
逆離散ウェーブレット変換は以下の形である。
{\displaystyle f(t)=\sum _{j}\sum _{k}d_{k}^{(j)}\psi (2^{j}t-k)}
しかしながら、これが使われる事は少なく、多重解像度解析が使われる事が一般的である。Mathematica や MATLAB をはじめとして、多くのソフトウェアでは、多重解像度解析の事を離散ウェーブレット変換と呼ぶ。多重解像度解析の詳細については、そちらの項目を参照。

## 参照
1. ↑  I.ドブシー. ウェーブレット10講. ISBN 978-4621062289
2. ↑  榊原 進. ウェーヴレットビギナーズガイド―数理科学. ISBN 978-4501522704
3. ↑  DiscreteWaveletTransform—Wolfram言語ドキュメント
4. ↑  Single-level discrete 1-D wavelet transform - MATLAB dwt - MathWorks 日本

- Stéphane Mallat, A Wavelet Tour of Signal Processing (ISBN 9780124666061)